# Sobral (Oleiros)
Sobral é uma freguesia portuguesa do município de Oleiros, com 18,20 km² de área e 140 habitantes (censo de 2021). A sua densidade populacional é 7,7 hab./km².
É uma freguesia localizada a 15 km da sede de concelho, sendo separado pelo Distrito de Coimbra através do rio Zêzere.
Consta que o nome de Sobral teria surgido de uma mancha de sobreiros existente na zona quando foi criada a freguesia em 31 de agosto de 1804 com o padroeiro São João Batista.
A sede da freguesia fica dividida em dois lugares, Sobral de Baixo e Sobral de Cima.
A Festa anual realiza-se no quarto domingo de agosto. O magusto anual faz-se em meados de novembro.

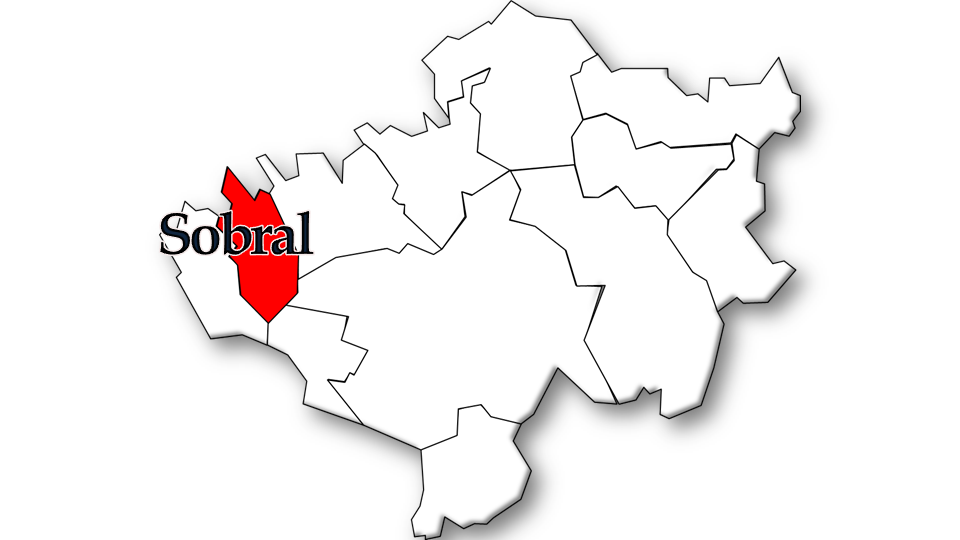
Localização no Município de Oleiros

## Povoações
A freguesia é composta pelas seguintes povoações:
- Roda de Cima
- Roda de Baixo
- Sabugal
- Sobral de Cima
- Sobral de Baixo
- Sobreirinho
- Pessilgal
- Picorreia
- Leirias
- Casalinho
- Covãozinho
- Ninho do Corvo
- Morelo
- Curral Faval

## Demografia
A população registada nos censos foi:
| Ano  | 0-14 Anos | 15-24 Anos | 25-64 Anos | > 65 Anos |
| 2001 | 29        | 27         | 119        | 76        |
| 2011 | 7         | 15         | 80         | 58        |
| 2021 | 1         | 6          | 72         | 61        |

## Património
- Igreja de São João Batista (matriz)
- Torre da Igreja Velha
- Fornos de cozer pão
- Moinhos de água
- Lagar de azeite
- Trechos da albufeira da Barragem do Cabril, do rio Zêzere e das ribeiras da Roda, da Leiria e das Sarnadas